# Jewgenija Germanowna Arbugajewa
Jewgenija Germanowna Arbugajewa (russisch Евгения Германовна Арбугаева, wissenschaftliche Transliteration Evgenija Germanovna Arbugaeva, im Englischen bekannt als Evgenia Arbugaeva, * 16. Februar 1985 in Tiksi, Sacha) ist eine russische Fotografin und Dokumentarfilmerin.

## Leben
Jewgenija Germanowna Arbugajewa wurde 1985 in Tiksi, Jakutien, geboren. Sie studierte Kunstmanagement in Moskau und zog später nach London. In New York studierte sie Dokumentarfotografie und Fotojournalismus am International Center of Photography.
Sie hat als Dokumentarfotografin gearbeitet, Einzelausstellungen organisiert und ihre Arbeiten in bekannten Magazinen veröffentlicht. 2019 war sie Autorin eines Porträts von Greta Thunberg für das Time Magazine. Außerdem ist sie Urheberin einer Reihe von Fotoreportagen für National Geographic und veröffentlichte unter anderem im The New Yorker und in der Le Monde. Ausstellungen von ihr fanden unter anderem im Louisiana Museum of Modern Art in Kopenhagen, in der Photographers’ Gallery in London und dem Rencontres d’Arles in Provence statt. Sie ist Trägerin des ICP Infinity Awards. Für eine Fotoserie über das Leben in Tiksi erhielt sie 2013 den Leica Oskar Barnack Award.
2022 drehte Arbugajewa mit ihrem jüngeren Bruder Maxim Germanowitsch Arbugajew den Dokumentarkurzfilm Haulout, der bei den 38th Annual IDA Documentary Awards in Los Angeles als Bester Kurzdokumentarfilm ausgezeichnet wurde, beim Epistles to Man Film Festival den Dani Gurevich Memorial Award for Best Cinematography erhielt, beim Flahertiana Documentary Film Festival eine besondere Erwähnung der Jury erhielt, den XXIII National Documentary Awards im Bereich Non-Fiction Cinema and Television und den Laurel Branch Award gewann. Der Film wurde außerdem bei der Oscarverleihung 2023 für einen Oscar nominiert.
Ende Juni 2023 wurde sie Mitglied der Academy of Motion Picture Arts and Sciences.